# Centro Social Recreativo e Cultural de Vale do Laço
O Centro Social Recreativo e Cultural de Vale do Laço, é uma associação sem fins lucrativos da localidade de Vale do Laço, na freguesia portuguesa de Troviscal, concelho de Sertã, fundado a 29 de junho de 1999, com sede na antiga escola primária desta localidade.

## Objetivos
- desenvolver acções de carácter social, cultural, desportivo, recreativo e de formação profissional junto das populações, especialmente a infância e terceira idade;
- promover o desenvolvimento e progresso da povoação, dotando-a dos melhoramentos necessários ao bem-estar da população;
- desenvolver e valorizar o património arquitectónico local;
- promover e apoiar empreendimentos de interesse social.

## Publicações
- Festas de Verão 2006 em honra de S. José e N.a Sr.a dos Bons Caminhos[1]